# Site mégalithique de Changé
Le site mégalithique de Changé est une nécropole située en limite des communes de Saint-Piat et de Maintenon, dans le département d'Eure-et-Loir. Le site est occupé dès le Néolithique par un ensemble de quatre monuments mégalithiques réunissant trois dolmens et un menhir. Il est partiellement réutilisé par les Gaulois à l'Âge du bronze puis par les Mérovingiens au Ve – VIe siècle.

## Au Néolithique
Les monuments sont connus de manière très ancienne. Ils se composent de trois dolmens et d'un menhir alignés sur un même axe : le dolmen de la Grenouille, le dolmen Petit, le dolmen du Berceau et le menhir dit Le But de Gargantua. Ces deux derniers édifices sont classés au titre des monuments historiques en 1974. Il s'agit de la plus grande concentration de mégalithes de tout le département. Léon Petit y effectua des fouilles entre 1924 et 1927. Michel Souty y réalisa des sondages en 1975-1976. À partir de 1983, Dominique Jagu et son équipe en entreprirent l'exploration systématique.
Différentes études (photos aériennes, microtopographie, prospections électro-magnétiques) ont permis de découvrir que le site d’implantation des mégalithes était, à l'époque de leur édification, une presqu'île située à la confluence de l'Eure et d'un affluent, entre 3 500 et 4 500 av. J.-C. Les dalles utilisées pour la construction ont été extraites sur place et dans un banc de grès situé à 4 km du site.

### Dolmens Petit et du Berceau

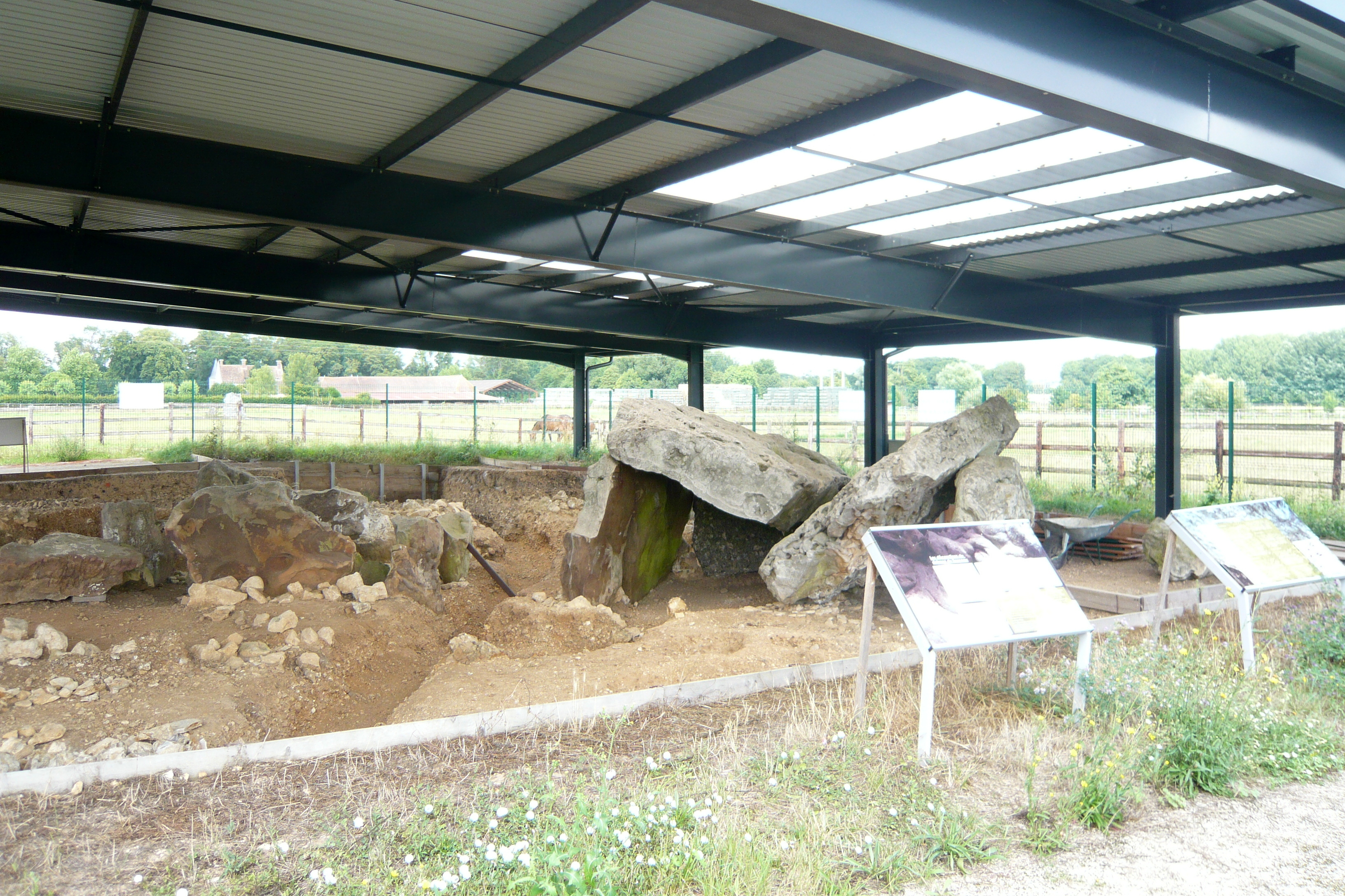
Dolmens du Berceau et Petit.

Les deux dolmens sont situés l'un à côté de l'autre. Ils recouvrent une superficie d'environ 6 m2 chacun. Le dolmen Petit ne fut découvert qu'en 1924 par Léon Petit, agriculteur à Maintenon, d'où son nom. Il est de forme semi-circulaire et était recouvert d'un cairn constitué de gros blocs en calcaire. L'entrée du dolmen était fermée par un bouchon. Le dolmen du Berceau est recouvert d'une monumentale dalle en grès, désormais brisée, qui pèse près de 30 tonnes. Son entrée est orientée au sud-est entre deux orthostates. Dans les deux dolmens, le sol est recouvert d'un dallage en plaquettes de calcaire soigneusement ajustées.

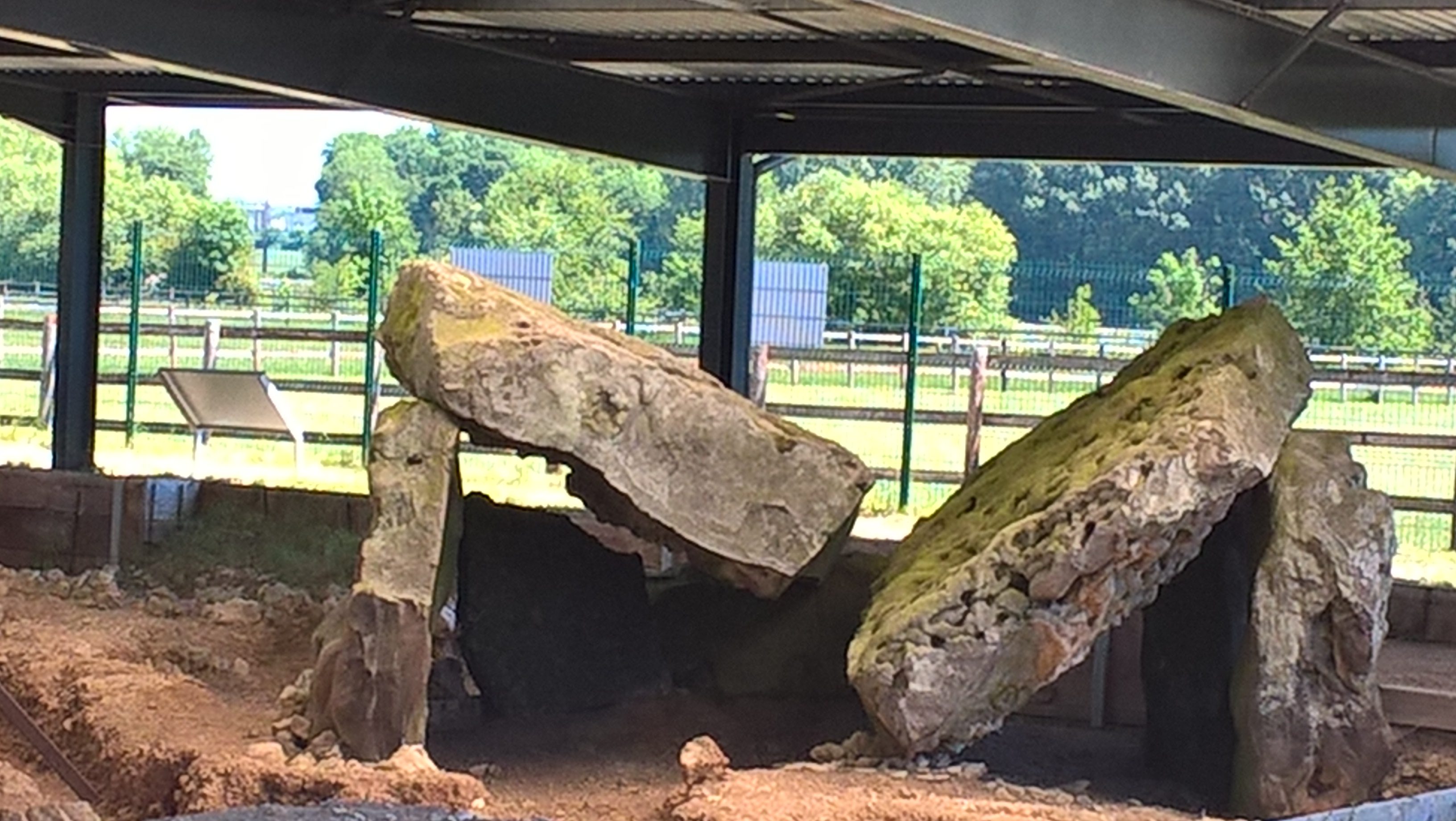
Dolmen du Berceau.

Lors des fouilles menée par Petit, une douzaine de squelettes furent découverts dans le dolmen Petit, dont un portant un collier constitué de 23 canines perforées de renard. Des ossements et des crânes de chiens ont aussi été trouvés sur place. Deux datations par Tandétron indiquent une utilisation entre 3 770 et 4 498 av. J.-C.. Dans le dolmen du Berceau, les deux orthostates situés au fond de la chambre comportent des gravures par piquetage représentant des haches et des idoles. Ce décor et l'absence de tout reste osseux découvert dans la chambre, laissent entendre que cet édifice ne fut pas utilisé comme une tombe, contrairement à son voisin, mais plutôt comme un lieu cérémoniel ou de culte,.

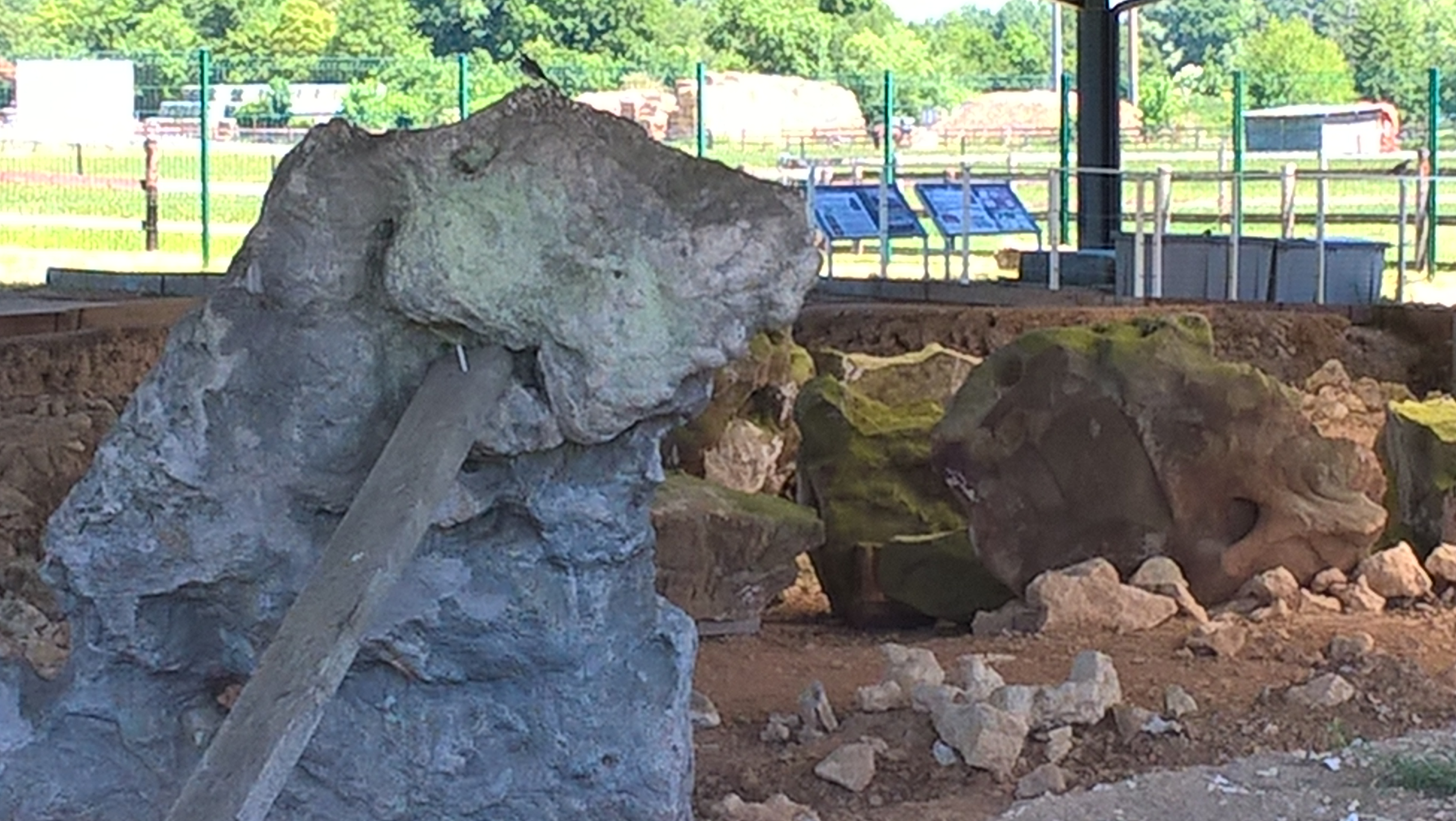
Table de couverture du dolmen Petit, au premier plan, blocs du monument mégalithique, au second plan.

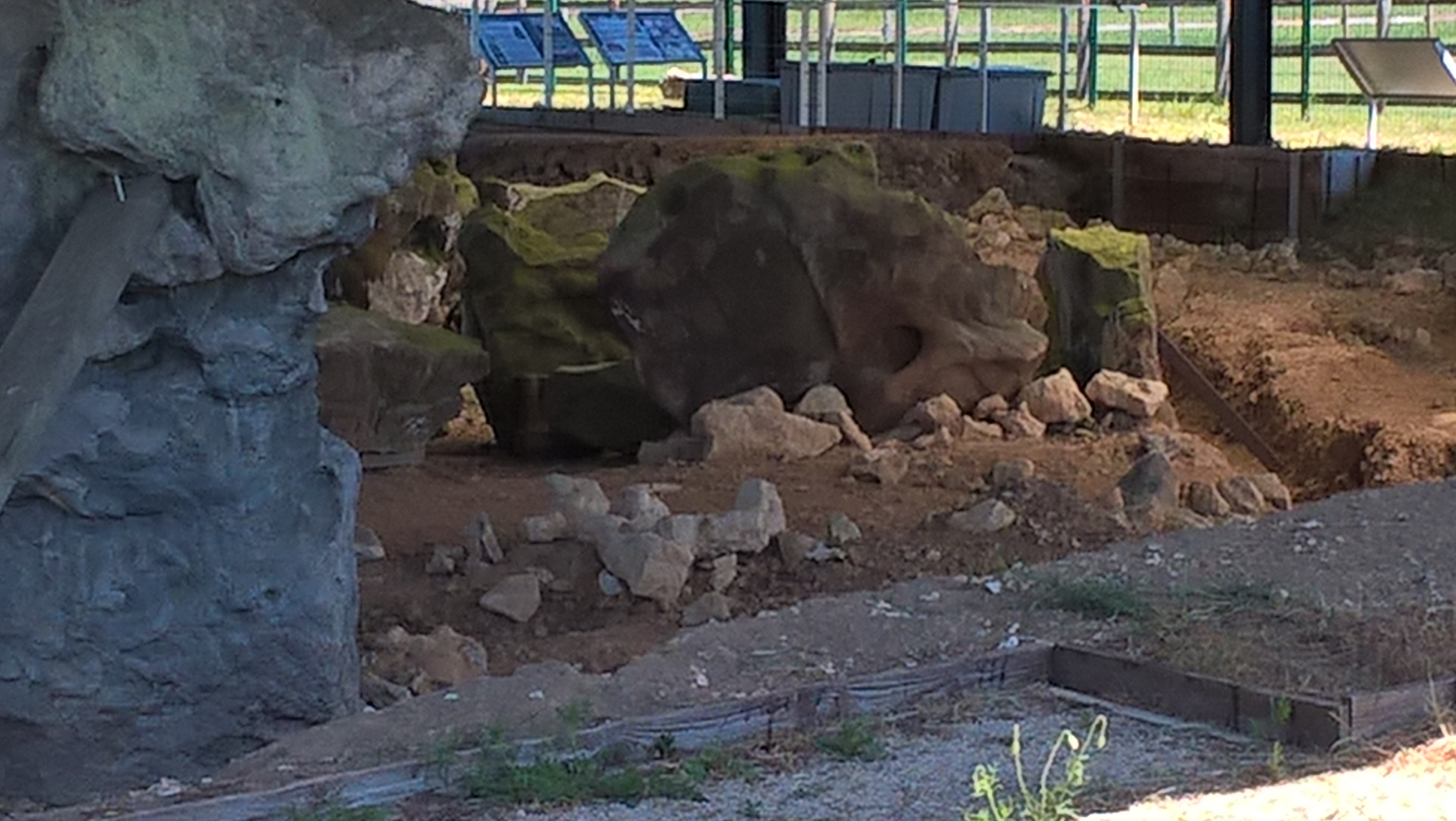
Vestiges du dolmen Petit.

Après 100 à 200 ans d'utilisation comme chambre sépulcrale, le site connait une seconde phase d'utilisation. Le dolmen Petit connaît alors de profondes transformations : son cairn est démonté pour redisposer ses blocs en cercle à environ 2 m autour de la chambre. Un fossé (3 m de largeur sur 0,60 m de profondeur) est creusé en demi-cercle autour des deux dolmens et la table de couverture du dolmen Petit plantée verticalement, tel un menhir, à 6 m de distance, l'extrémité sud-ouest de ce fossé. Les charbons de bois retrouvés dans le fossé ont été daté par C14 entre 4 350 et 2 600 av. J.-C. Les orthostates furent raccourcis en hauteur par débitage et l'un d'entre eux transporté en dehors de la chambre qui disparaît alors sous un tumulus constitué de sable et de gravier de rivière issus peut-être du creusement du fossé. Le dolmen du Berceau demeure quant à lui intact. L'ensemble est entouré par un cercle de pierres constitué de gros moellons de silex, large d'environ 3 m, surmontant le fossé comblé d'argile. Des traces d'aménagement (calage de poteaux) laissent supposer qu'une structure fut peut-être édifiée au-dessus de ce cercle de pierres. L'installation d'un atelier de taille de silex sur place est attestée par la découverte de milliers de fragments et des tessons de poteries de type chasséenne ont été retrouvés.
Dans une troisième phase, le site est définitivement condamné. Un pilier du dolmen du Berceau est retiré et la table de couverture est brisée en deux parties lui donnant cette allure actuelle qui lui a valu son nom. L’ancienne dalle issue du dolmen Petit, précédemment dressée en menhir, est alors renversée, et tout le site est recouvert d'un tumulus d'un diamètre d'environ 30 m.

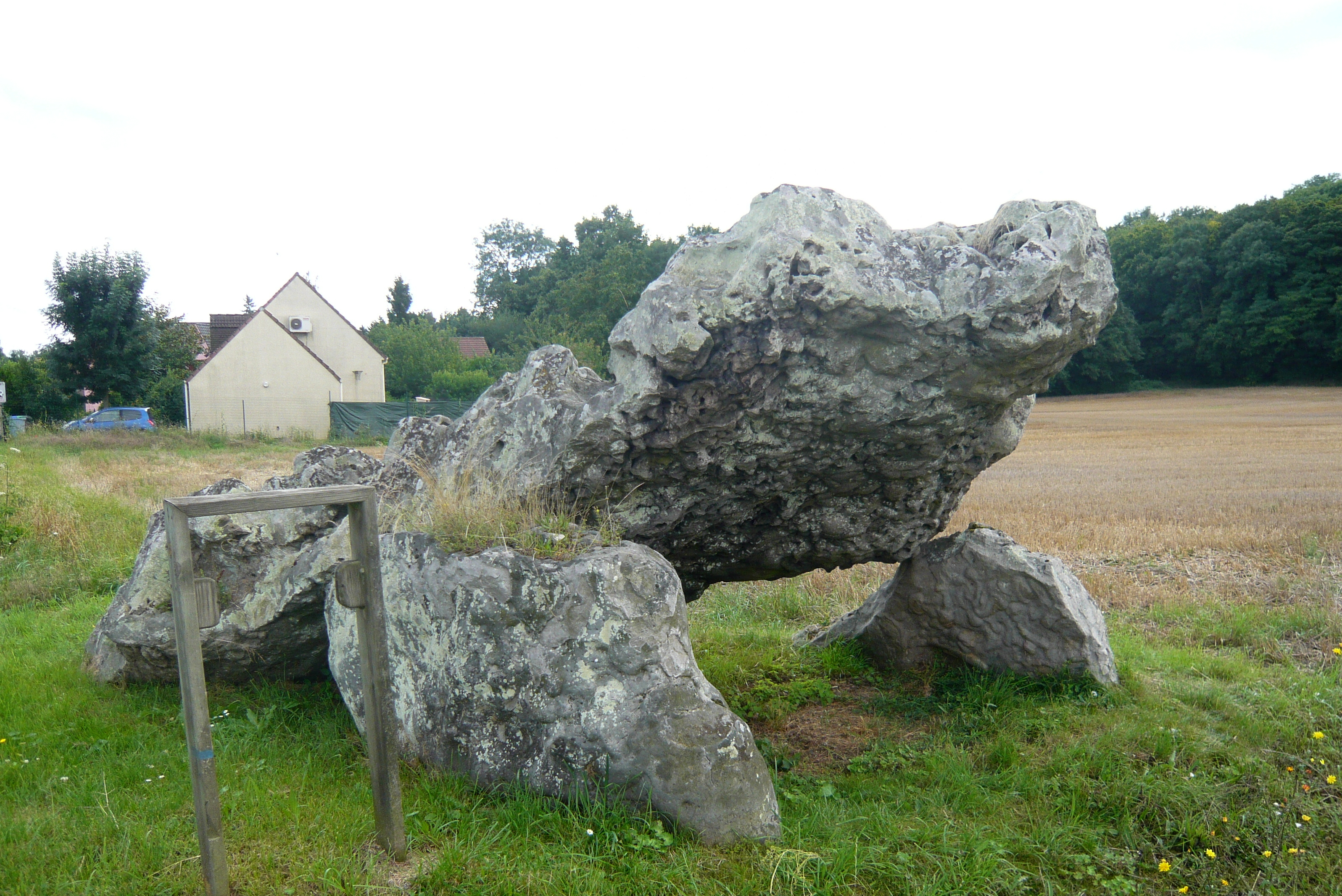
Dolmen de la Grenouille.

## Réoccupations ultérieures
Des photographies aériennes ont révélé, au nord du But de Gargantua, de nombreuses traces de fossés, d'enclos circulaires ou carrés, qui ont été interprétés comme des vestiges du parcellaire et de fanums gaulois. A proximité même de l'entrée du dolmen du Berceau, une fosse dépotoir renfermait de nombreux tessons de céramiques gauloises de La Tène D, des ossements d'animaux (porcs, moutons, chèvres, bovins, chevaux) et des pièces de monnaie qui ont permis de dater son utilisation de la deuxième moitié du Ier siècle av. J.-C.,.
Au Ve – VIe siècle, les Mérovingiens ont installé une vaste nécropole, constituée de près d'une centaine de tombes, creusées dans le tumulus à proximité immédiate des dolmens Petit et du Berceau, à des profondeurs variant de quelques dizaines de centimètres à presque 2 m. Il s'agit généralement de fosses rectangulaires, parfois oblongues, délimitées par de simples blocs de pierre. Les corps y ont été déposés dans des cercueils en bois, parfois entourés d'un linceul. Les bras étaient disposés le long du corps et les têtes sont majoritairement orientées à l'ouest. L'étude anthropologique des squelettes indique une légère prédominance de corps féminins et une très faible représentation des enfants en bas âge.
Au Moyen Âge, une exploitation de sables et gravier est installée à l'ouest du tumulus. Elle est aussi réutilisée pour ré-inhumer des squelettes datés du Haut-Empire découverts lors de ces travaux.